# بیمارستان عمومی پنانگ
بیمارستان عمومی پنانگ (به انگلیسی: Penang General Hospital) (مالایی: Hospital Pulau Pinang) بیمارستان عمومی اصلی در شهر جرج تاون ایالت پنانگ، مالزی است. بزرگ‌ترین بیمارستان عمومی در پنانگ، هم چنین به عنوان بیمارستان مرجع در شمال مالزی انجام وظیفه می‌کند. این بیمارستان در سال ۱۸۵۴، در اصل به عنوان مرکز درمانی برای فقیران و معتادان به تریاک، تأسیس گشت.

## پیشینه
در سال ۱۸۸۲، زمین بیمارستان در اختیار دولت مالایای بریتانیا قرار گرفت تا در آنجا بیمارستان احداث نمایند. در سال ۱۹۳۰، ساختمان خوابگاه پرستاران ساخته شد. در سال ۱۹۳۵، بلوک اِی و سی بیمارستان احداث شد. در سال ۱۹۳۹، زایشگاه تأسیس شد. در سال ۱۹۸۹، بلوک‌های مرکزی مدیریت محوری ساخته شد.

## ساختار
- بلوک اِی
- بلوی بی
- بلوک سی